# نادي الفتوة (سوريا)
نادي الفتوة هو أحد أندية كرة القدم في سوريا . تأسس عام 1930 في مدينة دير الزور تحت اسم
نادي غازي إلى أن أصبح اسمه نادي الفتوة عام 1950.
هو أول نادي في العالم يفوز في الدوري  لسنتين متتاليتتين و جميع المباريات لعبها خارج أرضه وجماهيره .

## إنجازاته
- الدوري السوري الممتاز [4]
  - أعوام: 1990، 1991، 2023 ,2024
- كأس سوريا (5)
  - أعوام : 1988، 1989، 1990، 1991،2024
- كأس السوبر السوري (1)
  - أعوام : 1991
- كأس الكؤوس السورية (1)
  - أعوام : 1990
- كأس سورية ولبنان (1)
  - أعوام : 1991

يعد نادي الفتوة أول نادي سوري يجمع البطولات السورية الثلاث، كأس السوبر، بطولة الدوري، كأس الجمهورية عام 1991 وبالإضافة لذلك حصل النادي على لقب كأس السوبر السوري اللبناني الذي أقيم مرة واحدة فقط.
تسيد نادي الفتوة فترة الثمانينيات على صعيد البطولات السورية الداخلية ويعد صاحب رقم قياسي بالوصول إلى المباراة النهائية لبطولة كأس الجمهورية تسع مرات متتالية، حائز على أربع بطولات منها.
يساند هذا النادي الكبير جماهير غفيرة من محافظة ديرالزور وتعد من أكبر أربع جماهير في سورية وأشدها شغفاً وتشجيعاً لناديها.

## لاعبون مروا على نادي الفتوة[2]
عمر السومة  - محمود حبش  - سعود عبدالرزاق الطه - هشام خلف - مهند السالم - أحمد عسكر - محمد مداد - وليد عواد - مؤمن خلف - همام حمزاوي - معمر الهمشري - عدي جفال - مصطفى جنيد - محمد عبادي- رامي الحسن - أحمد الحسين - عبد الرحمن الحسين- محمد گنيص-سعود عبدالرزاق الطه.صالح العبدالله - علاوي العبدالله -مرعي العبدالله - بشار الشيخ- رضا طعمة - حسين عبدالله - محمد حماد صالح - أمجد الخلف - جاسم نويجي - رامي النجرس - فاتح العمر - مهيار السلمان 

## مدربون مروا على نادي الفتوة
سعود عبدالرزاق الطه ، داود حميري، حامد ويس، وليد مهيدي، أنور عبد القادر، إسماعيل فاكوش، بسام النوري، زياد مهيدي، أحمد سالم، معروف القصيري، جمال نويجي، عامر جاجان، مرعي الحسن، فواز الجابر، عامر فراس، محمد شريدة، جمال سعيد، هشام خلف، عبد الفتاح فراس، إبراهيم ياسين، محمد أمين حاج موسى، محمود عبوش، وليد عواد ، احمد عزام،احمد جلاد، عمار شمالي، ايمن الحكيم،اسماعيل السهو،  سفيان نشمه .